# بوكان
بوكان (بالكردية: بۆکان، Bokan‏) مدينة كردية وعاصمة مقاطعة بوكان، محافظة أذربيجان الغربية، إيران. وسط مدينة بوكان جنوب إقليم أذربيجان الغربي من إيران موقف بوکان الثقافية وتنقسم إلى المناطق الكردية، المنطقة موکریان، هو ثالث مدينة من حيث كثافة السكان في غرب أذربيجان المحافظة. يبلغ عدد سكانها 149,340 حسب إحصاء عام 2006 م.

## تاریخ
هذه المدينة هي عاصمة الحضارة حوالي 3000 سنة مضت تحت اسم ایزیرتو مربوطه به مانیایان. وقد استقر هذه الحضارات في المنطقة الكردية في شمال غرب إيران. ماننایان والفن الأناقة والجمال لا توصف المميزة التي هي فريدة من نوعها في حضاراتها المعاصرة. وقد دعوا فن صناعة الطوب المزجج. الطوب مع التصاميم الملونة أنها تخطط لتبقى سليمة بعد ما يقرب من 3000 سنة. عينات جميلة في متحف طوب القديمة وجدت في الشرق طوكيو.

## من أبرز أبناء المدينة
- حسن زيرك
- سيد كامل إمامي

## أعلام
- سيد كامل إمامي
- حسن زيرك
- آرام خليلي
- صادق شرفكندي